# La dàlia blava
 La dàlia blava  (original: The Blue Dahlia) és una pel·lícula policíaca estatunidenca dirigida per George Marshall, estrenada el 1946 i doblada al català

## Argument
Desmobilitzat fa poc, Johnny Morrison troba la seva dona als braços d'Eddie Harwood, patró del club La Dàlia Blava. Després d'una explicació, Johnny fuig del domicili conjugal. L'endemà, s'assabenta que la seva dona ha estat assassinada i que és el principal sospitós. Per ser absolt, no comptarà més que amb l'ajuda de dos camarades de l'exèrcit, així com d'una misteriosa i atractiva jove trobada a la carretera, Joyce, que també està implicada en l'assumpte.

## Repartiment
- Alan Ladd: Johnny Morrison
- Veronica Lake: Joyce Harwood
- William Bendix: Buzz Wanchek
- Howard Da Silva: Eddie Harwood
- Doris Dowling: Helen Morrison
- Tom Powers: el capità Hendrickson
- Hugh Beaumont: George Copeland
- Howard Freeman: Corelli
- Don Costello: Leo
- Will Wright: 'Dad' Newell
- Frank Faylen: Home al Motel
- Walter Sande: Gàngster
- Mae Busch (no surt als crèdits): Jenny (dona de fer feines)

## Nominacions
- 1947. Oscar al millor guió original per Raymond Chandler

## Anècdota
Elizabeth Ann Short va agafar el pseudònim de "Dàlia negra" per aquesta pel·lícula. El seu assassinat monstruós, que va tenir lloc el 15 de gener de 1947, mai no va ser aclarit. Aquest tema criminal va inspirar James Ellroy, autor el 1987 d'una novel·la policíaca titulada La dàlia negra.